# Karang Baru (Padang Ulak Tanding)
Karang Baru is een bestuurslaag in het regentschap Rejang Lebong van de provincie Bengkulu, Indonesië. Karang Baru telt 1400 inwoners (volkstelling 2010).